# نورما هولواي جونسون
نورما هولواي جونسون (بالإنجليزية: Norma Holloway Johnson)‏ هي قاضية ومحامية أمريكية، ولدت في 28 يوليو 1932 في ليك تشارلز في الولايات المتحدة، وتوفي بنفس المكان في 18 سبتمبر 2011 بسبب سكتة.